# Courtney Peldon
Courtney Peldon (ur. 13 kwietnia 1981 w Nowym Jorku, USA) – amerykańska aktorka filmowa i telewizyjna. 

## Życiorys
Występowała w serialach Boston Public (2003–2005) jako Becky Emerson oraz w Home Improvement (1997–1998) jako Lauren. W 2005 r. pojawiła się w horrorze Tobe'a Hoopera Kostnica. Obecnie jest żoną Crispina Glovera.